# Lady flash
También llamada Lady Savage, es una heroína de DC Comics, creada por Mike Baron y Jackson Guice, hizo su primera aparición  en Flash Vol 2 # 7 (diciembre de 1987)  

## Origen
Dos científicos soviéticos, los doctores Pytor Orloff y Krulik se asombraron al recibir informes del Flash estadounidense, Barry Allen. Orloff estaba interesado con los beneficios que tales poderes aportarían a la sociedad, mientras que Krulik, sólo estaba interesado en las aplicaciones militares.  
Comenzaron a trabajar en un suero, que Orloff había inventado. Krulik, sin embargo, estaba harto porque Orloff usó consistentemente sólo sujetos animales. Krulik quiso probar con sujetos humanos. El Kremlin le dio tres niños, pero no antes de que Krulik hubiese probado el suero en sí mismo. Sin embargo, la primera vez que utilizó su velocidad, la fricción del aire lo quemó vivo.   
Los tres niños eran Gregor Gregorovich, Boleslaw Uminski y Christina. Orloff se quedó para supervisar su educación. El trío se convirtió en Trinidad Azul. Eran controlados por el ejército y estaban estacionados cerca de Kiev. Eran más fuertes y más leales a la Unión Soviética que sus homólogos posteriores, Trinidad Roja.   
Trinidad Azul fue enviada a perseguir a Flash y Red Trinity, quienes huían de la Unión Soviética con el Dr. Pytor Orloff, quien estaba siendo traído a los Estados Unidos para ayudar al moribundo Jerry McGee. Sin embargo, fueron derrotados.   
Después de que Orloff hubiera llegado a América, Blue Trinity fue nuevamente enviada por el gobierno soviético, esta vez a matarlo. Sin embargo, después de una corta batalla con Red Trinity, les convenció para que lo dejaran en paz.   
Más tarde, Trinidad Azul había sido contratada por Rudy West para capturar a Flash y llevarlo de vuelta a la base Manhunter en Siberia. Sin embargo, su intento fue frustrado por Red Trinity, quien apareció en el momento justo. Christina junto con los demás miembros de Trinidad Azul fueron traicionados por los Manhunters y fueron encarcelados. Fueron vendidos a Vandal Savage. Savage experimentó con ellos, dándoles la sustancia conocida como Velocity 9.   
Después de Vandal Savage aparentemente mató a Flash, Christina tomó brevemente la identidad de Lady Savage, luego cambió a Lady Flash cuando Vandal le dio un traje de Flash que había confiscado. Su adicción a la velocidad 9 la mantenía leal a Savage, pero rápidamente comenzó a resistirse a tomar el medicamento.   
Cuando Flash milagrosamente se recuperó de su "muerte", se enfrentó a Savage, Christina se inspiró para finalmente resistir su adicción y cambió de bando. Trató de devolver el traje de Flash, pero Flash le dijo que ella se lo había ganado. Ella fue uno de los villanos acorralados como parte de la Operación: Salvación Run.   
Mientras que se encontraba en el planeta alienígena, Christina se unió a Vandal Savage después de que él la llevó a creer que la amaba. Sin embargo,  fue cruelmente desengañada de esta idea cuando descubrió que Vandal Savage planeaba tener hijos con las otras tres mujeres en el grupo por lo que la consideraba nada más que un peón. Ella se puso del lado de los otros villanos femeninos y lo iba a expulsar del grupo, pero cuando el planeta fue atacado por Parademons y Lex Luthor dio a conocer su teletransportador y realizó el envío de todos los villanos, incluyendo Christina, de vuelta a la Tierra.   
Lady Flash posee el poder de supervelocidad. En Salvación, Christina hizo una referencia "al fin, estar limpia". Esto puede referirse a su dependencia del pasado a la Velocity 9 o podría referirse a una dependencia de indocumentada de otra droga.

## Villanos
- Rudy West
- Vandal Savage
- Parademons

- Datos: Q28503243